# Carl Sigismund Kunth
Carl Sigismund Kunth (ur. 18 czerwca 1788 w Lipsku, zm. 22 marca 1850 w Berlinie) – niemiecki botanik. 
Jako jeden z pierwszych poznał i sklasyfikował rośliny Ameryki.
Był asystentem Alexandra von Humboldta na Uniwersytecie w Berlinie, a od 1813 do 1819 w Paryżu. Sklasyfikował w tym czasie rośliny skolekcjonowane przez Humboldta i Aime Bonplainda podczas ich podróży do Ameryki
Po powrocie do Berlina w 1820 został profesorem botaniki, a także wicedyrektorem ogrodu botanicznego. W 1829 został wybrany do akademii nauk w Berlinie. W 1848 otrzymał Pour le Mérite za Naukę i Sztukę.
W 1829 r. udał się w trzyletnią podróż do Ameryki Południowej, odwiedził Chile, Peru, Brazylię, Wenezuelę, Amerykę Środkową i Indie Zachodnie.
Po jego śmierci rośliny przez niego skolekcjonowane stały się własnością rządu Królestwa Prus i zostały częścią królewskiego zielnika w Berlinie. 
Standardową skróconą formą autora, używaną do wskazania przy cytowaniu nazw botanicznych, jest Kunth.

## Publikacje
- Nova genera et species plantarum quas in peregrinatione ad plagam aequinoctialem orbis novi collegerunt Bonpland et Humboldt (7 tomów, Paryż, 1815-1825)

- Les mimosees et autres plantes legumineuses du nouveau continent (1819)

- Synopsis plantarum quas in itinere ad plagain aequinoctialem orbis novi collegerunt Humboldt et Bonpland (1822-3)

- Les graminees de l'Amerique du Sud (2 tomy, 1825-1833)

- Handbuch der Botanik (Berlin, 1831)

- Enumeratio plantarum cranium hucusque cognitarum, seeundum familias naturales disposita, adjectis characteribus, differ-entiis, et synonymis (Stuttgart, 1833-1850)

- Lehrbuch der Botanik (1847)

- Les melastomees et autres plantes legumineuses de l'Amerique du Sud (1847-1852)